# الكنيسة الأثرية (سيدي منصور)
الكنيسة الاثرية هو معلم أثري تونسي مصنف من قبل المعهد الوطني للتراث يقع في ولاية صفاقس في الشمال الغربي التونسي، تحديدا في مدينة سيدي منصور تم تصنيف المعلم في يوم 3 مارس 1915.

## مقالات ذات صلة
- قائمة المعالم الأثرية المصنفة في تونس